# Alsophylax laevis
Alsophylax laevis là một loài thằn lằn trong họ Gekkonidae. Loài này được Nikolsky mô tả khoa học đầu tiên năm 1907.